# Ласточковые сорокопуты
Ласточковые сорокопуты, или артамовые (лат. Artamidae), — семейство воробьиных птиц, включающее 6 родов и 24 вида.

## Классификация
- Подсемейство Peltopsinae
  - Род Peltops — Пелтопсы
    - Peltops blainvillii — Лесной пелтопс
    - Peltops montanus — Горный пелтопс
- Подсемейство Cracticinae — Флейтовые птицы
  - Род Melloria
    - Melloria quoyi — Чёрная флейтовая птица

  - Род Gymnorhina — Вороны-свистуны
    - Gymnorhina tibicen — Ворона-свистун

  - Род Cracticus Vieillot, 1816 — Флейтовые птицы
    - Cracticus torquatus (Latham, 1802) — Сероспинная флейтовая птица
    - Cracticus argenteus
    - Cracticus mentalis Salvadori & Albertis, 1875 — Черноспинная флейтовая птица
    - Cracticus nigrogularis (Gould, 1837) — Сорочья флейтовая птица
    - Cracticus cassicus (Boddaert, 1783) — Черноголовая флейтовая птица
    - Cracticus louisiadensis Tristram, 1889 — Серая флейтовая птица

  - Род Strepera — Вороны-флейтисты, или курравонги
    - Strepera graculina — Пестрохвостая ворона-флейтист
    - Strepera fuliginosa — Чёрная ворона-флейтист
    - Strepera versicolor — Серая ворона-флейтист
- Подсемейство Artaminae
  - Род Artamus — Артамы
    - Artamus fuscus — Серый артам
    - Artamus leucorynchus — Белобрюхий артам
    - Artamus mentalis
    - Artamus monachus — Белоспинный артам
    - Artamus maximus — Большой артам
    - Artamus insignis — Бисмаркский артам
    - Artamus personatus — Маскированный артам
    - Artamus superciliosus — Белобровый артам
    - Artamus cinereus — Чернолицый артам
    - Artamus cyanopterus — Сумеречный артам
    - Artamus minor — Малый артам